# Macropyxis
Macropyxis is een geslacht van kreeftachtigen uit de klasse van de Ostracoda (mosselkreeftjes).

## Soorten
- Macropyxis adrecta Maddocks, 1990
- Macropyxis adriatica (Breman, 1975) Maddocks, 1990
- Macropyxis adunca Maddocks, 1990
- Macropyxis alanlordi Brandão, 2010
- Macropyxis amanda Maddocks, 1990
- Macropyxis amoena Maddocks, 1990
- Macropyxis andreseni Jellinek & Swanson, 2003
- Macropyxis antonbruunae Maddocks, 1990
- Macropyxis arta Maddocks, 1990
- Macropyxis audens Maddocks, 1990
- Macropyxis bathyalensis (Hulings, 1967) Maddocks, 1990
- Macropyxis cronini Brandão, 2010
- Macropyxis eltaninae Maddocks, 1990
- Macropyxis ghartmanni Brandão, 2010
- Macropyxis hornei Brandão, 2010
- Macropyxis improcera Maddocks, 1990
- Macropyxis jeans Brandão, 2010
- Macropyxis kaesleri Maddocks, 1990
- Macropyxis kalbi Maddocks, 1990
- Macropyxis kornickeri Maddocks, 1990
- Macropyxis labutisi Maddocks, 1990
- Macropyxis limburgensis (Veen, 1934) Herrig, 1994 †
- Macropyxis longana (Bold, 1960) Maddocks, 1990 †
- Macropyxis parajeans Brandão, 2010
- Macropyxis rhodana (Bold, 1960) Maddocks, 1990 †
- Macropyxis sapeloensis (Darby, 1965)
- Macropyxis similis (Brady, 1880) Maddocks, 1990
- Macropyxis simulans Maddocks, 1990
- Macropyxis sonneae Jellinek & Swanson, 2003
- Macropyxis steinecki Maddocks, 1990
- Macropyxis tenuicauda (Brady, 1880) Maddocks, 1990
- Macropyxis thiedei Jellinek & Swanson, 2003